# DOS/4G
DOS/4G는 도스용 프로그램들이 640 KB의 기본 메모리 제한을 제거하고 최대 64MB까지의 확장 메모리를 인텔 80386 이상의 컴퓨터에 할당할 수 있게 만들어주는 32비트 도스 확장자이다. MS-DOS, PC-DOS, DR-DOS 등의 도스 복사본에서 동작한다. 또, 윈도우 95, 98, 윈도우 미와 같이 도스가 내장된 운영 체제, 또 도스는 없지만 가상 도스 머신이 포함된 32비트 NT 계열의 운영 체제(이를테면 윈도우 2000, XP, 비스타, 윈도우 7), OS/2, 그리고 도스박스에서 사용할 수 있다.

## 역사
DOS/4GW는 래셔널 시스템즈(현재의 텐베리 소프트웨어)가 DOS/4G의 하부 집합으로 개발한 것이며 왓콤 C/C++ 컴파일러와 함께 배포되었다.
매우 유연하고 다시 사용할 수 있는 메모리 확장 라이브러리의 기능을 갖추었기에 프로그래머들은 특별한 프로그래밍 코드를 집어넣지 않아도 확장 메모리에 접근할 수 있게 되었다. 둠과 같은 컴퓨터 게임에 널리 사용되었다.

## 같이 보기
- DPMI
- MS-DOS API